# Phyllotreta undulata
Phyllotreta undulata är en skalbaggsart som först beskrevs av Kutschera 1860.  Phyllotreta undulata ingår i släktet Phyllotreta och familjen bladbaggar. Arten är reproducerande i Sverige. Inga underarter finns listade i Catalogue of Life.

## Bildgalleri

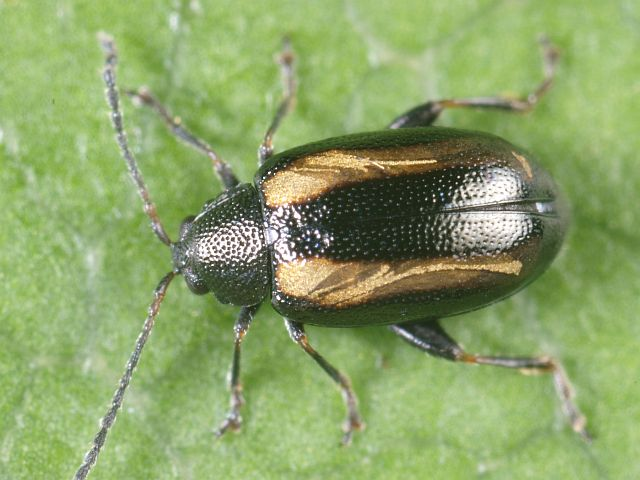